# Sergio Modón
Sergio Exequiel Modón (San Rafael, 25 giugno 1992) è un calciatore argentino, difensore del Talleres (RdE) in prestito dal Dock Sud.

## Carriera
Nella stagione 2011-2012 ha giocato 9 partite in massima serie con l'Estudiantes (LP).